# 1635 en littérature
| Années de la littérature : 1632 - 1633 - 1634 - 1635 - 1636 - 1637 - 1638    |
| Décennies de la littérature : 1600 - 1610 - 1620 - 1630 - 1640 - 1650 - 1660 |

Cet article présente les faits marquants de l'année 1635 en littérature.

## Événements
- 25 janvier : le garde des sceaux Pierre Séguier signe les lettres patentes portant création de l’Académie française à Paris ; le 22 février, Richelieu signe les lettres patentes et les statuts au Château du Val de Ruel. L’Académie est chargé de défendre le français dans son lexique (dictionnaire) et dans sa structure (grammaire), d’élaborer les règles des différents genres (Poétique et Rhétorique), assumer un rôle critique et récompenser les meilleurs auteurs. Conrard en est le premier secrétaire[1].

- 27 janvier : le poète et satiriste ottoman Nef'i est étranglé sur ordre du sultan Mourad IV à Constantinople à cause des satires qu'il a écrite contre certains hauts fonctionnaires ottomans[2].

- 23 août : Lope de Vega compose ses derniers poèmes, la Silva moral intitulée El siglo de oro et un sonnet, trois jours avant sa mort[3].

## Parutions
- Alexandri Patricii Armacani, Mars gallicus : sev de Iusticia armorum, et foederum regis Galliae, libri duo, 1635 (présentation en ligne), philippique en latin de Cornelius Jansen qui attaque violemment la politique étrangère de Richelieu[4].

- Vers 1635 : Discours de la poésie représentative , de Jean Chapelain[5].

## Naissance
- 19 juillet : Francine Descartes, fille de René Descartes, morte en 1640.

## Décès
- 27 août : Félix Lope de Vega y Carpio, dramaturge et poète espagnol, considéré comme l'un des écrivains majeurs du Siècle d'or espagnol (né en 1562).